# Michiyo Taki
Michiyo Taki (瀧通世?, Taki Michiyo; fl. XX secolo) è stato un calciatore giapponese, di ruolo attaccante.